# Guerra d'androides
Guerra d'androides (títol original: Nemesis) és una pel·lícula estatunidenca de ciència-ficció dirigida l'any 1992 per Albert Pyun, que també va dirigir Cyborg. Ha estat doblada al català.

## Argument
Los Angeles 2027, el Japó i els Estats Units s'han fusionat políticament i econòmicament. Alex (interpretat per Olivier Gruner) és un policia assassí mig-home mig-maquina, els membres del qual totalment carbonitzats han estat reemplaçats per òrgans robotitzats. Treballa per una versió futurista del LAPD (Policia Municipal de Los Angeles) per executar diversos resistents entre els quals una directora, Rosaria, interpretada per Jennifer Gatti. Intenta abandonar el LAPD i esdevé un delinqüent sense envergadura que fa petites feines per la màfia. No obstant això, els responsables del LAPD rebutgen deixar-lo lliure i, quan el necessiten, van buscar-ho.
Alex és cridat amb la finalitat d'executar una última missió consistent en l'assassinat dels caps de la resistència. Descobreix aleshores que els resistents no lluiten contra el control del govern sobre la vida de la població, sinó pel futur de la humanitat.
Una nova raça de androides s'infiltra en efecte en la societat humana integrant la memòria de certes persones en cossos robotitzats, fidelitzant-los així a la causa cibernètica. Alex descobreix que té una bomba implantada al braç i comença una carrera contra rellotge per trobar el cap de la resistència (Cary-Hiroyuki Tagawa) i desactivar la bomba abans que no exploti. Troba el cap de la resistència just a temps i s'uneix a la causa dels resistents, anomenats els Red Army Hammerheads. Però mentre s'escapen a bord d'un aparell volador, un ciborg que es pensaven estava destruït els ataca, i es descobreix que el mateix Alex és un ciborg.
El ciborg demoníac és vençut, el aerodin fuig cap als aires. El film s'acaba amb una imatge d'Alex i el seu rival sobre una teulada, Alex fa una observació espiritual a la qual havia fet al·lusió abans, i dispara el ciborg.
Alex s'allunya en companyia del seu acòlit (Merle Kennedy) i tots dos fan broma sobre la manera de passar la duana de Los Angeles amb el seu cos metàl·lic.

## Repartiment
- Olivier Gruner: Alex Rain
- Tim Thomerson: Farnsworth
- Brion James: Maritz
- Merle Kennedy: Max Impact
- Cary-Hiroyuki Tagawa: Angie-Liv
- Deborah Shelton: Julian
- Yuji Okumoto: Yoshiro Han
- Marjorie Monaghan: Jared
- Vincent Klyn: Michelle
- Nicholas Guest: Germain
- Thom Mathews: Marion
- Marjean Holden: Pam
- Thomas Jane: Billy